# Lista de membros da Royal Society eleitos em 1709
Esta é uma lista de Membros da Royal Society eleitos em 1709.

## Fellows
- Henry Cressener (1683 - 1710)
- Luigi Guido Grandi (1671 - 1742)
- Robert Hunter (m. 1734)
- Johann Friedrich Leopold (1676 - 1711)
- Lorenzo Magalotti (1637 - 1711)
- Henry Newton (diplomat) (1651 - 1715)
- Samuel Tufnell (1682 - 1758)